# Frans Francken (II)
Frans Francken II (Antwerpen, 1581 – aldaar, 6 mei 1642), ook Frans Francken de Jongere genoemd, was een Vlaamse barokschilder die altaarstukken en meubelpanelen vervaardigde en vooral bekendheid verwierf door zijn kleine en delicate kabinetschilderijen met historische, mythologische of allegorische thema's. Hij is het bekendste en productiefste lid van de grote kunstenaarsfamilie Francken. ] Hij speelde een belangrijke rol in de ontwikkeling van de Vlaamse kunst in de eerste helft van de 17e eeuw door zijn vernieuwingen in vele genres, waaronder de genreschilderkunst, en door zijn introductie van nieuwe onderwerpen. Hij was een frequente medewerker van vooraanstaande Antwerpse schilders van zijn tijd.
Hij was lid van de familie Francken waarvan er elf tijdens de 16e en 17e eeuw actief waren als kunstschilder. Hiëronymus Francken (I), Frans Francken (III) en Hiëronymus Francken (II) waren ook leden van de familie Francken.

## Leven
Hij werd in Antwerpen geboren als zoon van Frans Francken de Oude en Elisabeth Mertens. Zijn vader was een leerling van de belangrijkste Antwerpse historieschilder Frans Floris en een van de belangrijkste makers van altaarstukken van zijn tijd in Vlaanderen. Frans Francken de Jonge volgde zijn opleiding bij zijn vader Frans de Oude. Frans kan, samen met zijn broer Hieronymus Francken II, ook een aanvullende opleiding hebben genoten in het atelier van hun oom Hieronymus Francken I in Parijs.
Hij werkte waarschijnlijk eerst in het familieatelier voordat hij in 1605 zelfstandig meester werd in de Antwerpse Sint-Lucasgilde. In 1616 werd hij deken van de gilde. Zijn talent werd al vroeg onderkend. Hij werd een zeer succesvol kunstenaar en had een groot atelier waar veel kopieën van zijn originele composities werden gemaakt. Al in 1607 kon hij een huis in het centrum van de stad kopen waar hij zijn woning en atelier vestigde.
Op 8 november 1607 trouwde Francken met Elisabeth Plaquet 'met de bijzondere toestemming van de bisschop'. Dit kan te maken hebben gehad met het feit dat hun eerstgeboren zoon nog voor het einde van 1607 werd geboren. De zoon kreeg dezelfde naam als zijn vader en grootvader. Hij zou bekend worden als Frans III en als kunstenaar verwierf hij later de bijnaam de Rubense Francken. Uit het echtpaar Francken werden nog drie jongens en vijf meisjes geboren. Een van hen, Hieronymus, zou ook schilder worden.
Tot de leerlingen van Frans Francken de Jonge behoorden Daniel Hagens (1616/17), de Monogrammist N.F., zijn broer Hieronymus II en diens zoon Frans III.

## Werk

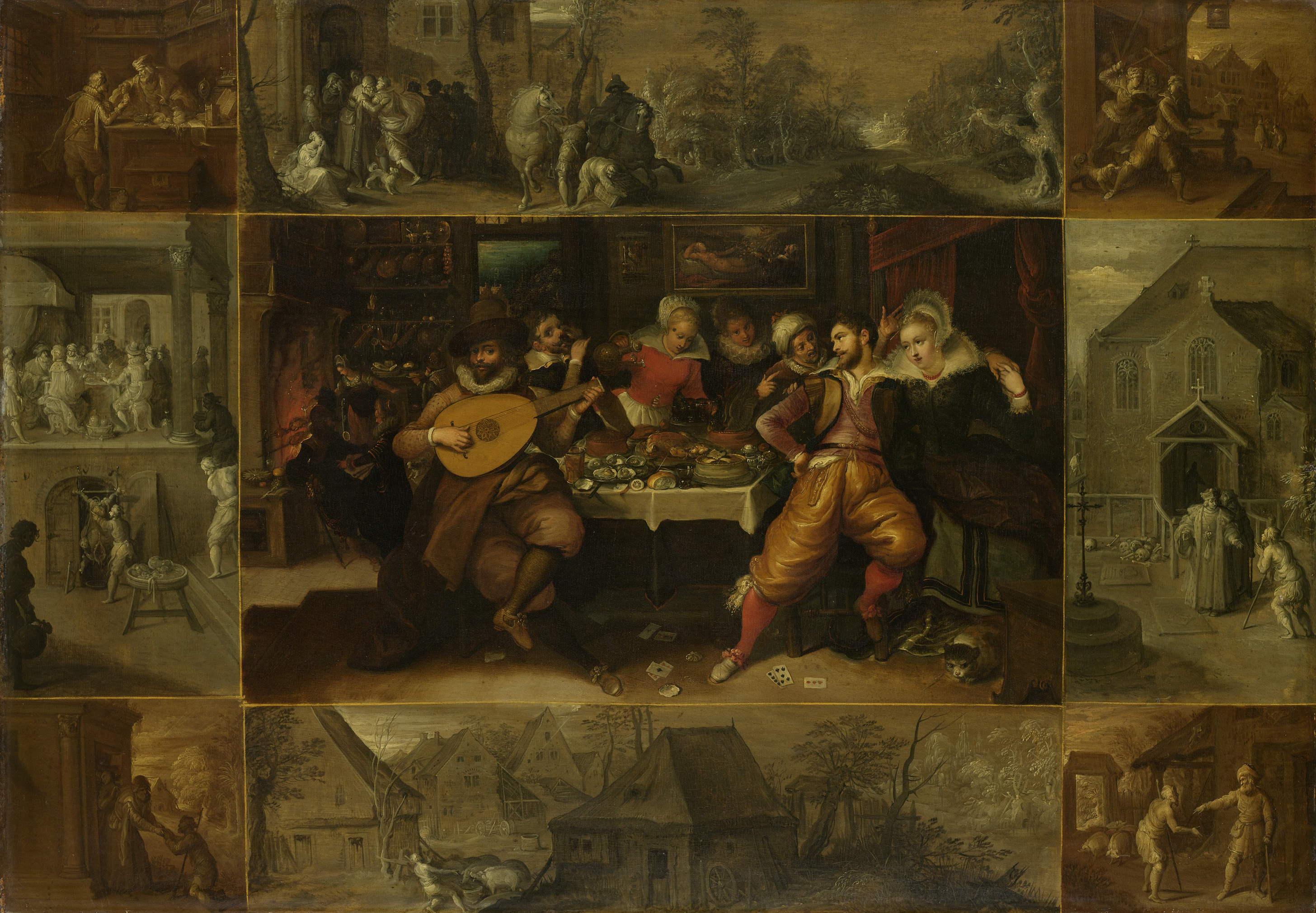
De geschiedenis van de verloren zoon

Zijn schilderijen zijn meestal van een klein formaat (kabinetstukken) en er is een tamelijk groot aantal te vinden in collecties op het Europese vasteland. Veel van zijn werken zijn historiestukken of werken met allegorische of Bijbelse thema's met de nadruk op de menselijke figuur. Hij voegde nieuwe onderwerpen toe aan de Vlaamse schilderkunst zoals genrestukken bevolkt door apen (later geïmiteerd door David Teniers) en galerijschilderijen, ook kunstkamerschilderijen genoemd die de welvaart van de eigenaar toonden via natuurlijke of artistieke schatten tegen een neutrale wand. Andere nieuwe thema's die hij introduceerde en die later populair werden zijn de 'Triomftocht van Amphitrite' en 'Croesus en Solon'.
In zijn stijl vinden kunstkenners voor het eerst de strijd terug tussen de oude tradities in de stijl van Bernard van Orley en Frans Floris, of van Pieter Bruegel de Oude en Maerten de Vos, die werden weggevaagd door Peter Paul Rubens. Alhoewel Francken iets meer vrijheid toonde, verloor hij weinig van de droge stijl van zijn voorgangers. Francken werkte vaak samen met andere kunstenaars, onder meer met Sebastiaen Vrancx, waarbij hij menselijke figuren toevoegde aan doeken van Tobias Verhaecht, Pieter Neeffs (I) en Abraham Govaerts. In zijn latere leven schilderde hij ook grote altaarstukken.

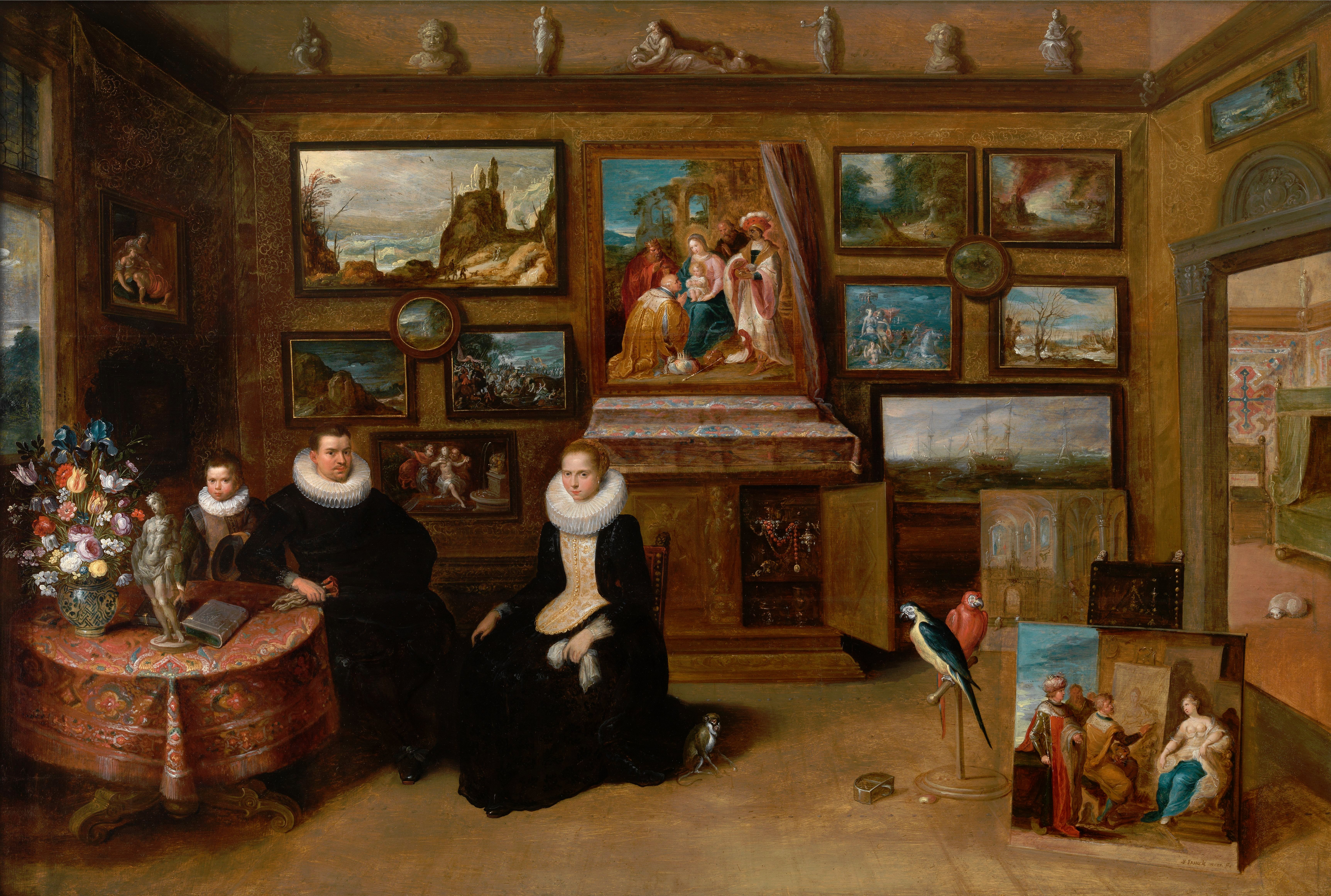
Portret van een familie in een kunstkamer

Frans Francken de Jonge en Jan Brueghel de Oude waren de eerste kunstenaars die in de jaren 1620 schilderijen maakten van kunst- en rariteitenverzamelingen, ook wel kunstkamerschilderijen genoemd. Galerijschilderijen stellen grote zalen voor waarin vele schilderijen en andere kostbaarheden in een elegante omgeving zijn uitgestald. De vroegste werken in dit genre beeldden kunstvoorwerpen af samen met andere voorwerpen, zoals wetenschappelijke instrumenten of merkwaardige natuurlijke specimens. Sommige galerieschilderijen bevatten portretten van de eigenaars of verzamelaars van de kunstvoorwerpen of van kunstenaars aan het werk. De schilderijen zijn rijk aan symboliek en allegorie en weerspiegelen de intellectuele preoccupaties van die tijd, waaronder het cultiveren van persoonlijke deugdzaamheid en het belang van kennerschap. Het genre werd meteen heel populair en kreeg navolging van andere kunstenaars zoals Jan Brueghel de Jonge, Cornelis de Baellieur, Hans Jordaens, David Teniers de Jonge, Gillis van Tilborch en Hieronymus Janssens.
Francken maakte ook een serie schilderijen met heksen en hekserij, waaronder afbeeldingen van heksensabbats Deze ''spokereyen'' hadden de angst als thema. Zes schilderijen en een aantal tekeningen jagen de kijker vrees aan door de terreur van de heksensabbat. Mensen van zijn tijd waren overtuigd dat mannen en vrouwen schaamteloze activiteiten opvoerden in geheime demonische verenigingen.

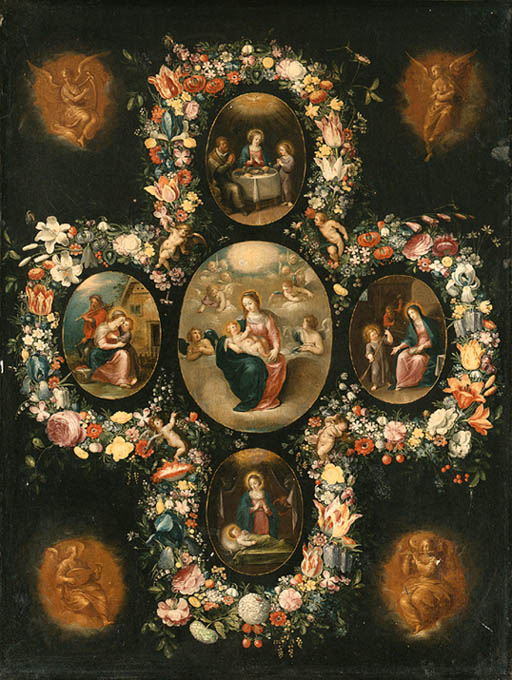
De Maagd en het Kind met scènes uit het Leven van Christus

Frans Francken werkte vaak samen met stillevenspecialisten als Andries Daniels, Jan Brueghel de Oude en de Jonge en Philips de Marlier bij het vervaardigen van schilderijen met kransen. Dit was zijn een speciaal type stilleven dat in Antwerpen werd ontwikkeld door kunstenaars als Jan Brueghel de Oude, Hendrick van Balen, Andries Daniels, Rubens en Daniel Seghers. Ze tonen meestal een bloemenkrans rond een devotiebeeld of portret. Dit genre is geïnspireerd op de verering van en devotie tot Maria aan het Habsburgse hof (toen de heersers over de Zuidelijke Nederlanden) en in Antwerpen in het algemeen. Deze schilderijen waren meestal samenwerkingsverbanden tussen een stilleven- en een figuurschilder. In zijn samenwerking aan dit genre schilderde Francken de centrale figuur of voorstelling terwijl de stillevenschilder de krans maakte. Samen met Andries Daniels ontwikkelde Frans Francken het genre van de kransschilderijen verder en creëerde vele bijzondere vormen, waaronder kransen rond medaillons met de decennia van de rozenkrans.

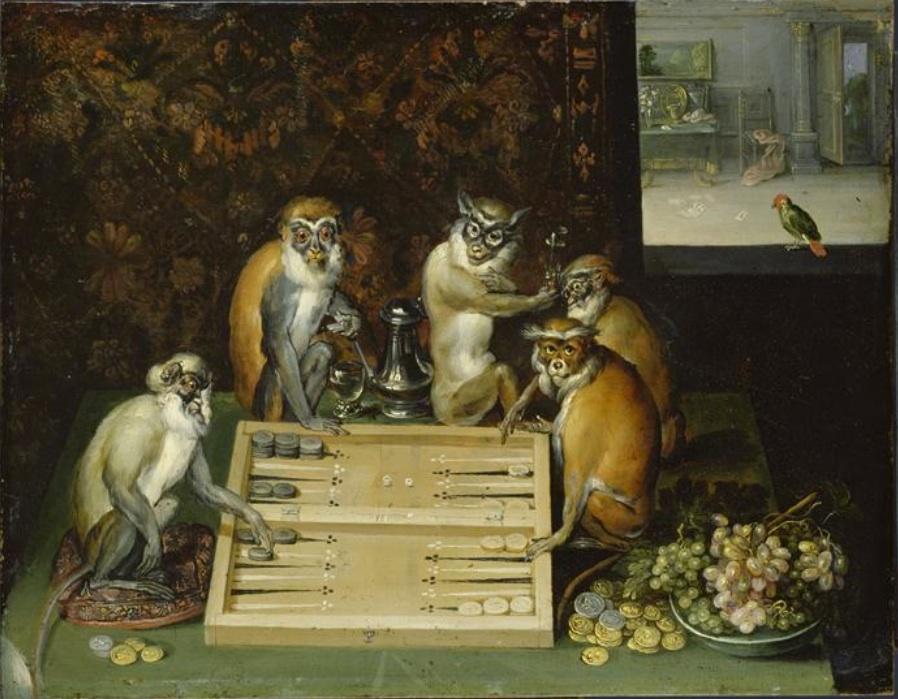
Tric Trac spelende apen

Frans Francken heeft bijgedragen aan de ontwikkeling van het genre van de 'aperij', ook wel 'singerie' genoemd (een woord, dat in het Frans een 'komische grimas, gedraging of truc' betekent). Komische scènes met apen die in menselijke kledij en een menselijke omgeving verschijnen, zijn een picturaal genre dat in de 16e eeuw in de Vlaamse schilderkunst werd geïnitieerd en vervolgens in de 17e eeuw verder werd ontwikkeld. De Vlaamse graveur Pieter van der Borcht introduceerde de singerie als zelfstandig thema rond 1575 in een reeks prenten, die sterk ingebed zijn in de artistieke traditie van Pieter Bruegel de Oude. Deze prenten werden wijd verspreid en het thema werd vervolgens opgepikt door andere Vlaamse kunstenaars. De eerste die dat deed was Frans Francken de Jonge, die een belangrijke rol speelde in de ontwikkeling van het genre. Andere Antwerpse kunstenaars die vervolgens aan het genre bijdroegen waren Jan Brueghel de Oude en de Jonge, Sebastiaen Vrancx en Jan van Kessel de Oude. David Teniers de Jonge werd de belangrijkste beoefenaar van het genre en ontwikkelde het verder met zijn jongere broer Abraham Teniers. Later in de 17e eeuw begon ook Nicolaes van Verendael deze 'apentaferelen' te schilderen.
Francken was bijzonder bedreven in het schilderen van de menselijke figuur, een feit dat wordt bevestigd op enkele portretten van de kunstenaar die door van Dyck werden geëtst en het Latijnse opschrift dragen: 'ANTVERIÆ PICTOR HVMANARVM FIGVRARVM' (Figuurschilder van Antwerpen). Hij werd vaak uitgenodigd om figuren bij te dragen in composities van andere kunstenaars, zoals de landschapskunstenaars Tobias Verhaecht, Abraham Govaerts en Joos de Momper, de architectuurschilders Pieter Neeffs de Oude, Pieter Neeffs de Jonge, Hendrik van Steenwijk I, Paul Vredeman de Vries en Bartholomeus van Bassen en bloemenschilders als Jan Brueghel de Oude en Andries Daniels.
Omwille leden van de familie Francken vaak dezelfde voornaam droegen, veranderden deze hun naam als schilder tijdens hun loopbaan. Frans Francken (II) was de derde zoon van Frans Francken (I) (1542-1616). Vandaar dat hij tot 1616 zijn werken signeerde als de jongere, vanaf 1630 tot aan zijn dood als de oudere omdat zijn schilderende zoon ook Frans heette.

## Stamboom van de familie Francken
| Nicolaes Francken 1515–1596           |                                       |                                       |                                       |                                       |                                       |  |  |                              |                              |                              |                              |                              |                              |  |  |                                  |                                  |                                  |                                  |                                  |                                  |  |  |                              |                              |                              |                              |                              |                              |  |  |                                      |                                      |                                      |                                      |                                      |                                      |  |  |                                  |                                  |                                  |                                  |                                  |                                  |  |  |                            |                            |                            |                            |                            |                            |  |  |  |  |  |  |  |  |  |  |  |  |  |  |  |  |  |  |  |  |  |  |  |  |  |  |  |  |  |  |  |  |  |  |  |  |  |  |
|                                       |                                       |                                       |                                       |                                       |                                       |  |  |                              |                              |                              |                              |                              |                              |  |  |                                  |                                  |                                  |                                  |                                  |                                  |  |  |                              |                              |                              |                              |                              |                              |  |  |                                      |                                      |                                      |                                      |                                      |                                      |  |  |                                  |                                  |                                  |                                  |                                  |                                  |  |  |                            |                            |                            |                            |                            |                            |  |  |  |  |  |  |  |  |  |  |  |  |  |  |  |  |  |  |  |  |  |  |  |  |  |  |  |  |  |  |  |  |  |  |  |  |  |  |
|                                       |                                       |                                       |                                       |                                       |                                       |  |  |                              |                              |                              |                              |                              |                              |  |  |                                  |                                  |                                  |                                  |                                  |                                  |  |  |                              |                              |                              |                              |                              |                              |  |  |                                      |                                      |                                      |                                      |                                      |                                      |  |  |                                  |                                  |                                  |                                  |                                  |                                  |  |  |                            |                            |                            |                            |                            |                            |  |  |  |  |  |  |  |  |  |  |  |  |  |  |  |  |  |  |  |  |  |  |  |  |  |  |  |  |  |  |  |  |  |  |  |  |  |  |
| Hieronymus Francken I circa 1540–1610 | Hieronymus Francken I circa 1540–1610 | Hieronymus Francken I circa 1540–1610 | Hieronymus Francken I circa 1540–1610 | Hieronymus Francken I circa 1540–1610 | Hieronymus Francken I circa 1540–1610 |  |  | Frans Francken I 1542–1616   | Frans Francken I 1542–1616   | Frans Francken I 1542–1616   | Frans Francken I 1542–1616   | Frans Francken I 1542–1616   | Frans Francken I 1542–1616   |  |  |                                  |                                  |                                  |                                  |                                  |                                  |  |  |                              |                              |                              |                              |                              |                              |  |  |                                      |                                      |                                      |                                      |                                      |                                      |  |  | Ambrosius Francken I 1544–1618   | Ambrosius Francken I 1544–1618   | Ambrosius Francken I 1544–1618   | Ambrosius Francken I 1544–1618   | Ambrosius Francken I 1544–1618   | Ambrosius Francken I 1544–1618   |  |  | (Cornelis Francken) 1545-? | (Cornelis Francken) 1545-? | (Cornelis Francken) 1545-? | (Cornelis Francken) 1545-? | (Cornelis Francken) 1545-? | (Cornelis Francken) 1545-? |  |  |  |  |  |  |  |  |  |  |  |  |  |  |  |  |  |  |  |  |  |  |  |  |  |  |  |  |  |  |  |  |  |  |  |  |  |  |
| Hieronymus Francken I circa 1540–1610 | Hieronymus Francken I circa 1540–1610 | Hieronymus Francken I circa 1540–1610 | Hieronymus Francken I circa 1540–1610 | Hieronymus Francken I circa 1540–1610 | Hieronymus Francken I circa 1540–1610 |  |  | Frans Francken I 1542–1616   | Frans Francken I 1542–1616   | Frans Francken I 1542–1616   | Frans Francken I 1542–1616   | Frans Francken I 1542–1616   | Frans Francken I 1542–1616   |  |  |                                  |                                  |                                  |                                  |                                  |                                  |  |  |                              |                              |                              |                              |                              |                              |  |  |                                      |                                      |                                      |                                      |                                      |                                      |  |  | Ambrosius Francken I 1544–1618   | Ambrosius Francken I 1544–1618   | Ambrosius Francken I 1544–1618   | Ambrosius Francken I 1544–1618   | Ambrosius Francken I 1544–1618   | Ambrosius Francken I 1544–1618   |  |  | (Cornelis Francken) 1545-? | (Cornelis Francken) 1545-? | (Cornelis Francken) 1545-? | (Cornelis Francken) 1545-? | (Cornelis Francken) 1545-? | (Cornelis Francken) 1545-? |  |  |  |  |  |  |  |  |  |  |  |  |  |  |  |  |  |  |  |  |  |  |  |  |  |  |  |  |  |  |  |  |  |  |  |  |  |  |
|                                       |                                       |                                       |                                       |                                       |                                       |  |  |                              |                              |                              |                              |                              |                              |  |  |                                  |                                  |                                  |                                  |                                  |                                  |  |  |                              |                              |                              |                              |                              |                              |  |  |                                      |                                      |                                      |                                      |                                      |                                      |  |  |                                  |                                  |                                  |                                  |                                  |                                  |  |  |                            |                            |                            |                            |                            |                            |  |  |  |  |  |  |  |  |  |  |  |  |  |  |  |  |  |  |  |  |  |  |  |  |  |  |  |  |  |  |  |  |  |  |  |  |  |  |
| Isabella Francken                     | Isabella Francken                     | Isabella Francken                     | Isabella Francken                     | Isabella Francken                     | Isabella Francken                     |  |  | Thomas Francken 1574–na 1639 | Thomas Francken 1574–na 1639 | Thomas Francken 1574–na 1639 | Thomas Francken 1574–na 1639 | Thomas Francken 1574–na 1639 | Thomas Francken 1574–na 1639 |  |  | Hieronymus Francken II 1578–1623 | Hieronymus Francken II 1578–1623 | Hieronymus Francken II 1578–1623 | Hieronymus Francken II 1578–1623 | Hieronymus Francken II 1578–1623 | Hieronymus Francken II 1578–1623 |  |  | Frans Francken II 1581–1642  | Frans Francken II 1581–1642  | Frans Francken II 1581–1642  | Frans Francken II 1581–1642  | Frans Francken II 1581–1642  | Frans Francken II 1581–1642  |  |  | Ambrosius Francken II 1590–1632      | Ambrosius Francken II 1590–1632      | Ambrosius Francken II 1590–1632      | Ambrosius Francken II 1590–1632      | Ambrosius Francken II 1590–1632      | Ambrosius Francken II 1590–1632      |  |  |                                  |                                  |                                  |                                  |                                  |                                  |  |  | Hans Francken 1581–1624    | Hans Francken 1581–1624    | Hans Francken 1581–1624    | Hans Francken 1581–1624    | Hans Francken 1581–1624    | Hans Francken 1581–1624    |  |  |  |  |  |  |  |  |  |  |  |  |  |  |  |  |  |  |  |  |  |  |  |  |  |  |  |  |  |  |  |  |  |  |  |  |  |  |
| Isabella Francken                     | Isabella Francken                     | Isabella Francken                     | Isabella Francken                     | Isabella Francken                     | Isabella Francken                     |  |  | Thomas Francken 1574–na 1639 | Thomas Francken 1574–na 1639 | Thomas Francken 1574–na 1639 | Thomas Francken 1574–na 1639 | Thomas Francken 1574–na 1639 | Thomas Francken 1574–na 1639 |  |  | Hieronymus Francken II 1578–1623 | Hieronymus Francken II 1578–1623 | Hieronymus Francken II 1578–1623 | Hieronymus Francken II 1578–1623 | Hieronymus Francken II 1578–1623 | Hieronymus Francken II 1578–1623 |  |  | Frans Francken II 1581–1642  | Frans Francken II 1581–1642  | Frans Francken II 1581–1642  | Frans Francken II 1581–1642  | Frans Francken II 1581–1642  | Frans Francken II 1581–1642  |  |  | Ambrosius Francken II 1590–1632      | Ambrosius Francken II 1590–1632      | Ambrosius Francken II 1590–1632      | Ambrosius Francken II 1590–1632      | Ambrosius Francken II 1590–1632      | Ambrosius Francken II 1590–1632      |  |  |                                  |                                  |                                  |                                  |                                  |                                  |  |  | Hans Francken 1581–1624    | Hans Francken 1581–1624    | Hans Francken 1581–1624    | Hans Francken 1581–1624    | Hans Francken 1581–1624    | Hans Francken 1581–1624    |  |  |  |  |  |  |  |  |  |  |  |  |  |  |  |  |  |  |  |  |  |  |  |  |  |  |  |  |  |  |  |  |  |  |  |  |  |  |
|                                       |                                       |                                       |                                       |                                       |                                       |  |  |                              |                              |                              |                              |                              |                              |  |  |                                  |                                  |                                  |                                  |                                  |                                  |  |  |                              |                              |                              |                              |                              |                              |  |  |                                      |                                      |                                      |                                      |                                      |                                      |  |  |                                  |                                  |                                  |                                  |                                  |                                  |  |  |                            |                            |                            |                            |                            |                            |  |  |  |  |  |  |  |  |  |  |  |  |  |  |  |  |  |  |  |  |  |  |  |  |  |  |  |  |  |  |  |  |  |  |  |  |  |  |
|                                       |                                       |                                       |                                       |                                       |                                       |  |  |                              |                              |                              |                              |                              |                              |  |  |                                  |                                  |                                  |                                  |                                  |                                  |  |  | Frans Francken III 1607–1667 | Frans Francken III 1607–1667 | Frans Francken III 1607–1667 | Frans Francken III 1607–1667 | Frans Francken III 1607–1667 | Frans Francken III 1607–1667 |  |  | Hieronymus Francken III 1611–na 1661 | Hieronymus Francken III 1611–na 1661 | Hieronymus Francken III 1611–na 1661 | Hieronymus Francken III 1611–na 1661 | Hieronymus Francken III 1611–na 1661 | Hieronymus Francken III 1611–na 1661 |  |  | Ambrosius Francken III 1614–1662 | Ambrosius Francken III 1614–1662 | Ambrosius Francken III 1614–1662 | Ambrosius Francken III 1614–1662 | Ambrosius Francken III 1614–1662 | Ambrosius Francken III 1614–1662 |  |  |                            |                            |                            |                            |                            |                            |  |  |  |  |  |  |  |  |  |  |  |  |  |  |  |  |  |  |  |  |  |  |  |  |  |  |  |  |  |  |  |  |  |  |  |  |  |  |
|                                       |                                       |                                       |                                       |                                       |                                       |  |  |                              |                              |                              |                              |                              |                              |  |  |                                  |                                  |                                  |                                  |                                  |                                  |  |  | Frans Francken III 1607–1667 | Frans Francken III 1607–1667 | Frans Francken III 1607–1667 | Frans Francken III 1607–1667 | Frans Francken III 1607–1667 | Frans Francken III 1607–1667 |  |  | Hieronymus Francken III 1611–na 1661 | Hieronymus Francken III 1611–na 1661 | Hieronymus Francken III 1611–na 1661 | Hieronymus Francken III 1611–na 1661 | Hieronymus Francken III 1611–na 1661 | Hieronymus Francken III 1611–na 1661 |  |  | Ambrosius Francken III 1614–1662 | Ambrosius Francken III 1614–1662 | Ambrosius Francken III 1614–1662 | Ambrosius Francken III 1614–1662 | Ambrosius Francken III 1614–1662 | Ambrosius Francken III 1614–1662 |  |  |                            |                            |                            |                            |                            |                            |  |  |  |  |  |  |  |  |  |  |  |  |  |  |  |  |  |  |  |  |  |  |  |  |  |  |  |  |  |  |  |  |  |  |  |  |  |  |
|                                       |                                       |                                       |                                       |                                       |                                       |  |  |                              |                              |                              |                              |                              |                              |  |  |                                  |                                  |                                  |                                  |                                  |                                  |  |  |                              |                              |                              |                              |                              |                              |  |  | Constantijn Francken 1661–1717       |                                      |                                      |                                      |                                      |                                      |  |  |                                  |                                  |                                  |                                  |                                  |                                  |  |  |                            |                            |                            |                            |                            |                            |  |  |  |  |  |  |  |  |  |  |  |  |  |  |  |  |  |  |  |  |  |  |  |  |  |  |  |  |  |  |  |  |  |  |  |  |  |  |

## Galerij

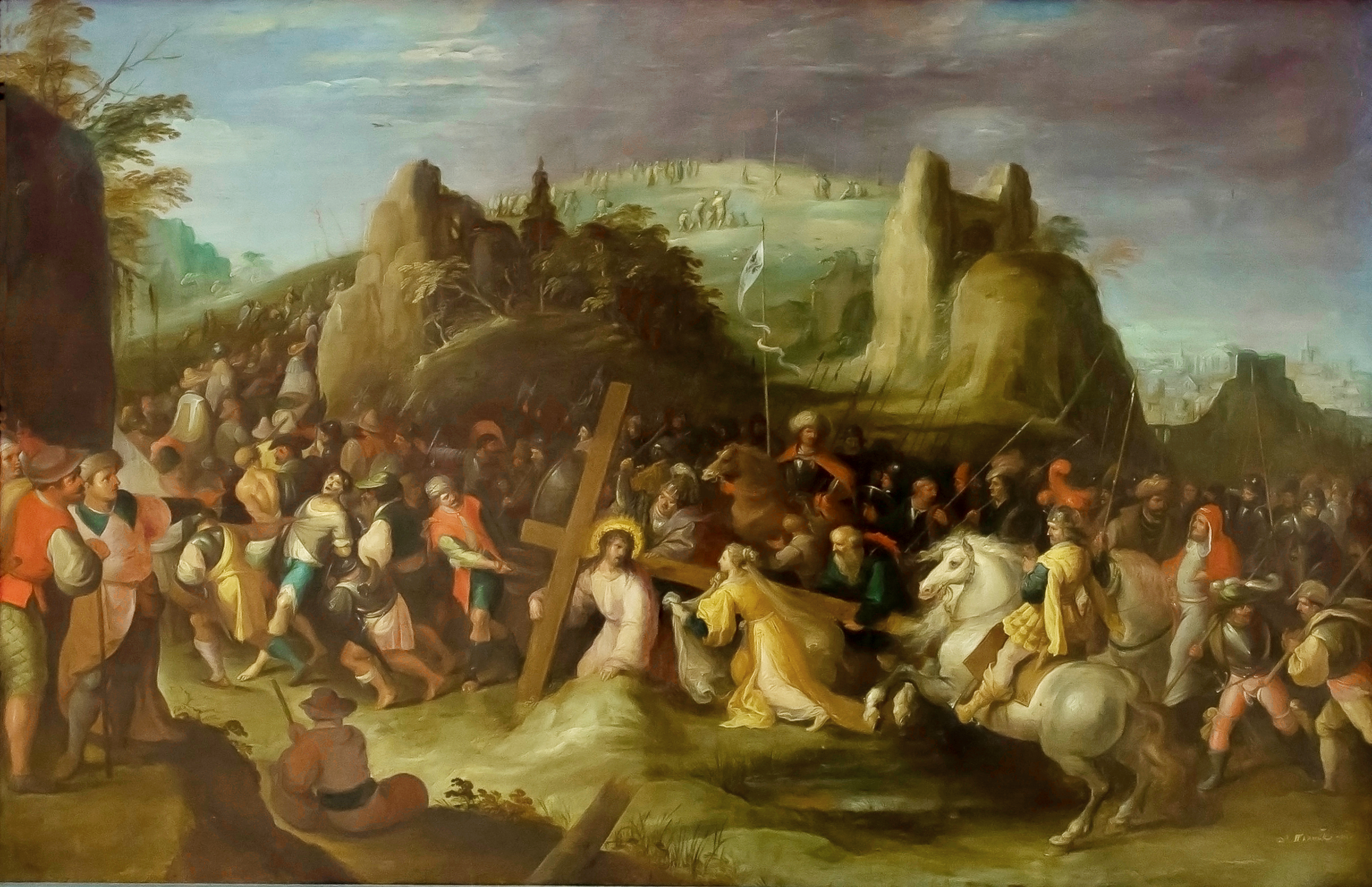
Christus, op weg naar de Kalvarieberg, ontmoet Veronica in het Museum voor Schone Kusten in Rijsel
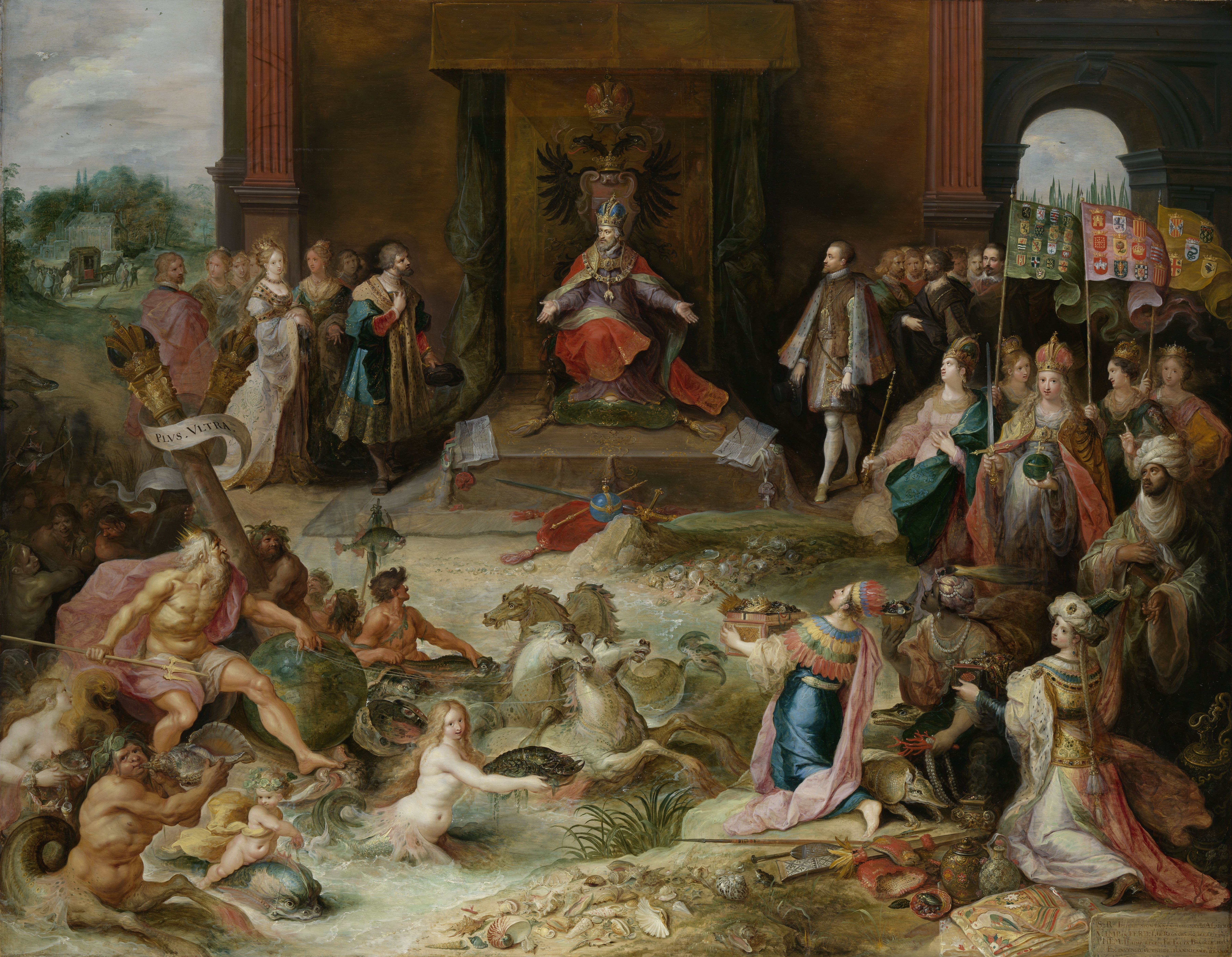
Troonsafstand van Karel V in het Rijksmuseum
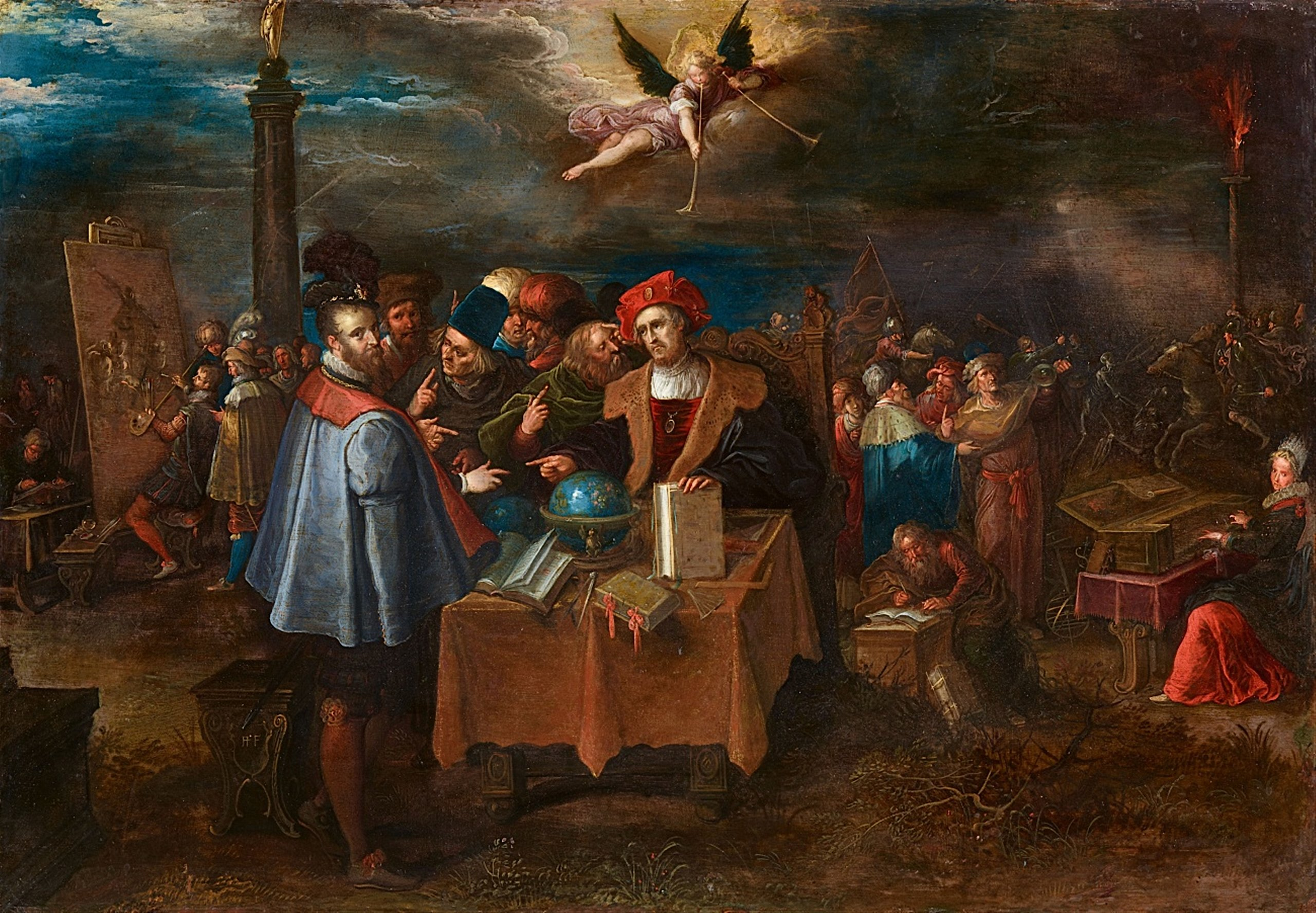
Verschillende manieren om roem te verwerven
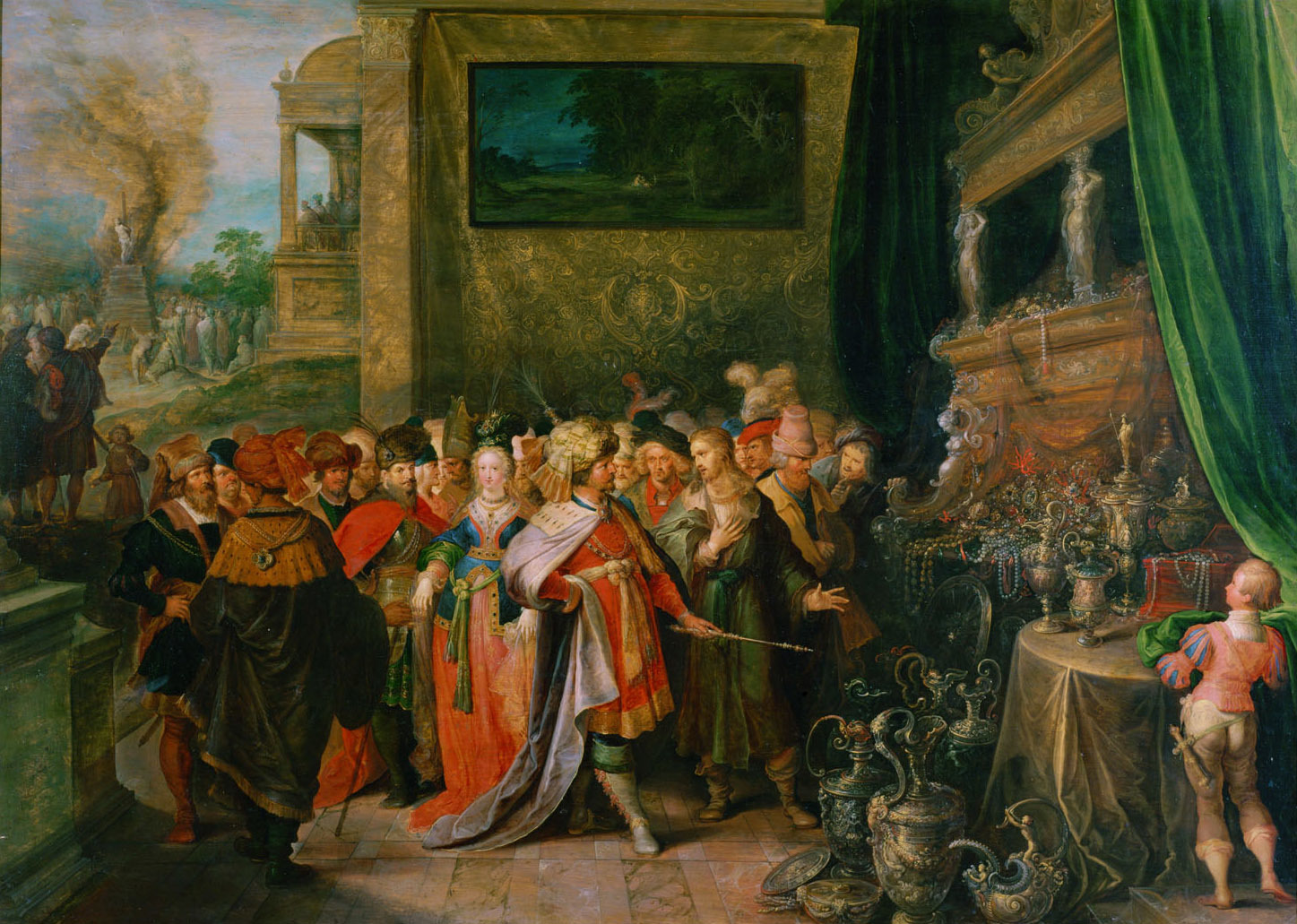
Croesus toont zijn schatten aan Solon in het Kunsthistorisches Museum
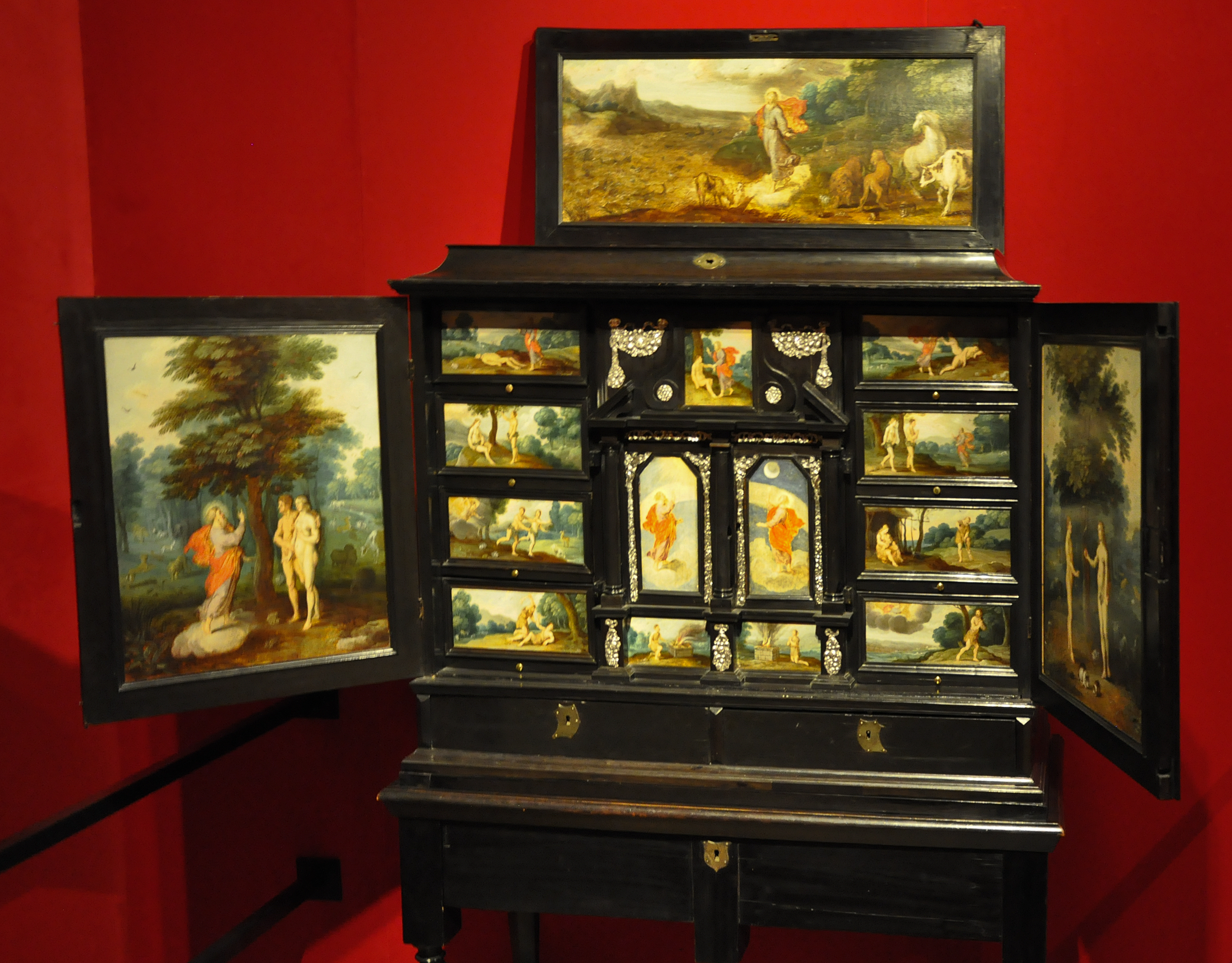
Een kunstkabinet met schilderijtjes van Frans Francken (II) in het Museum aan de Stroom
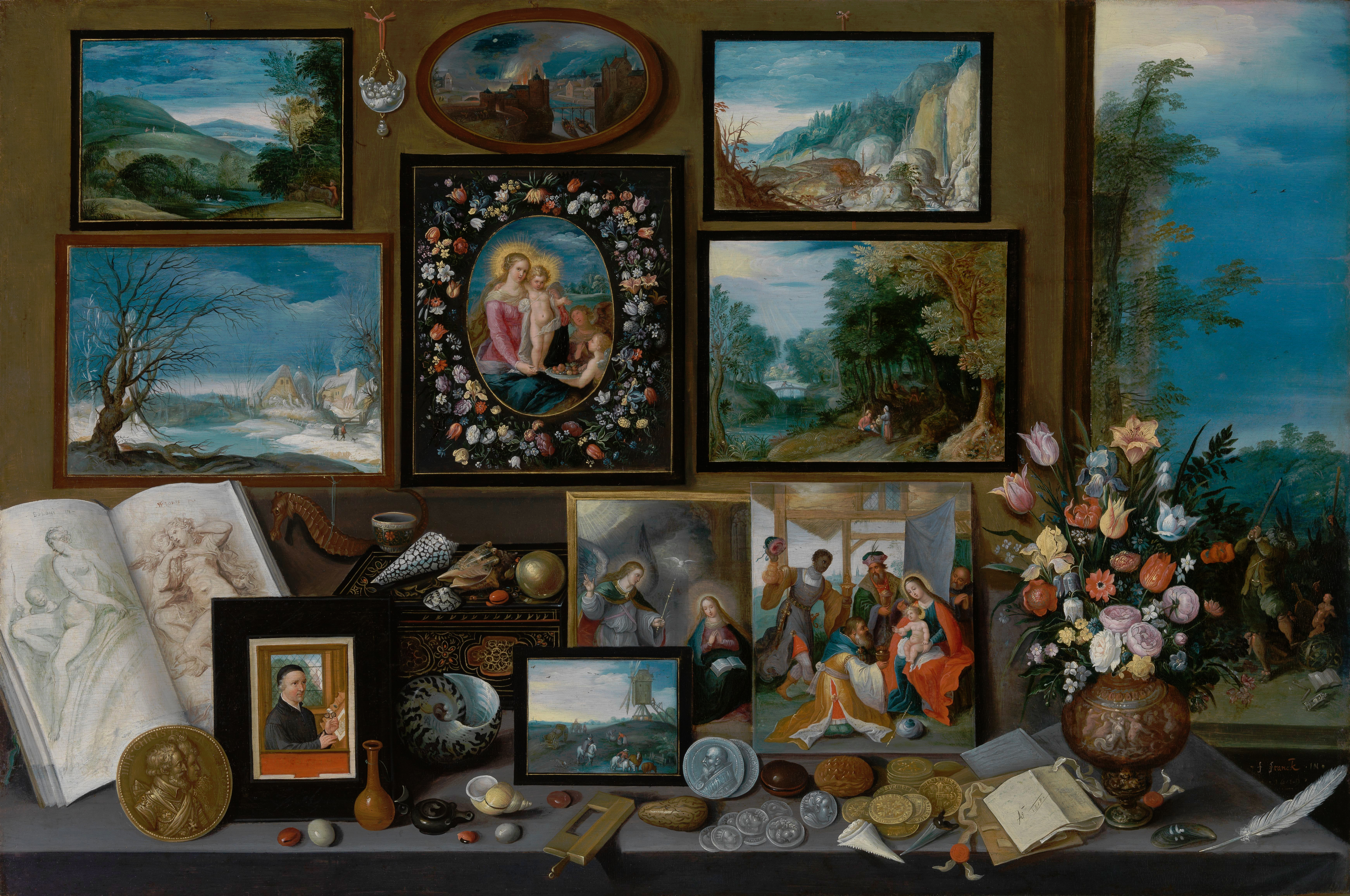
Een kunstkamer - 1619
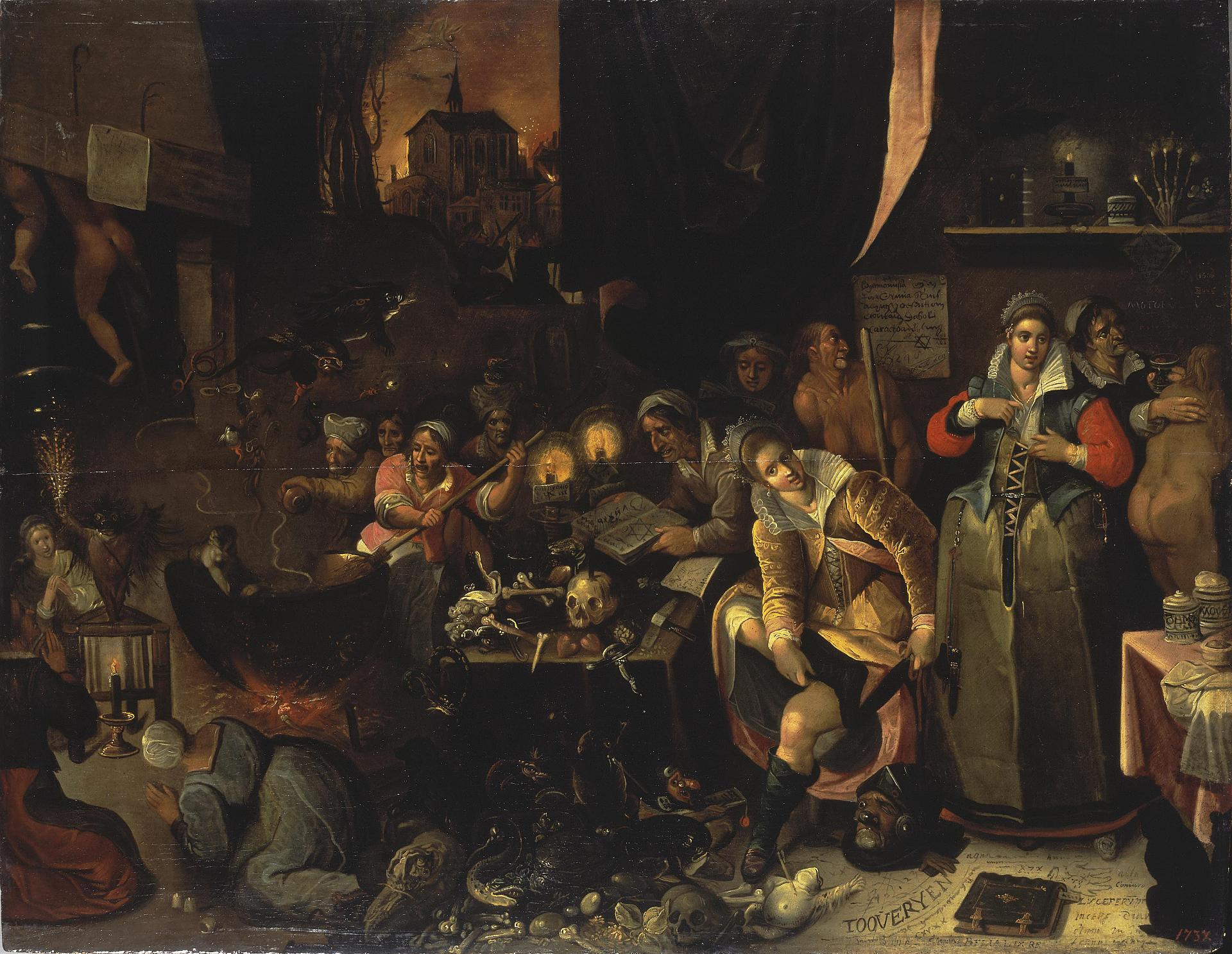
Heksensabbat
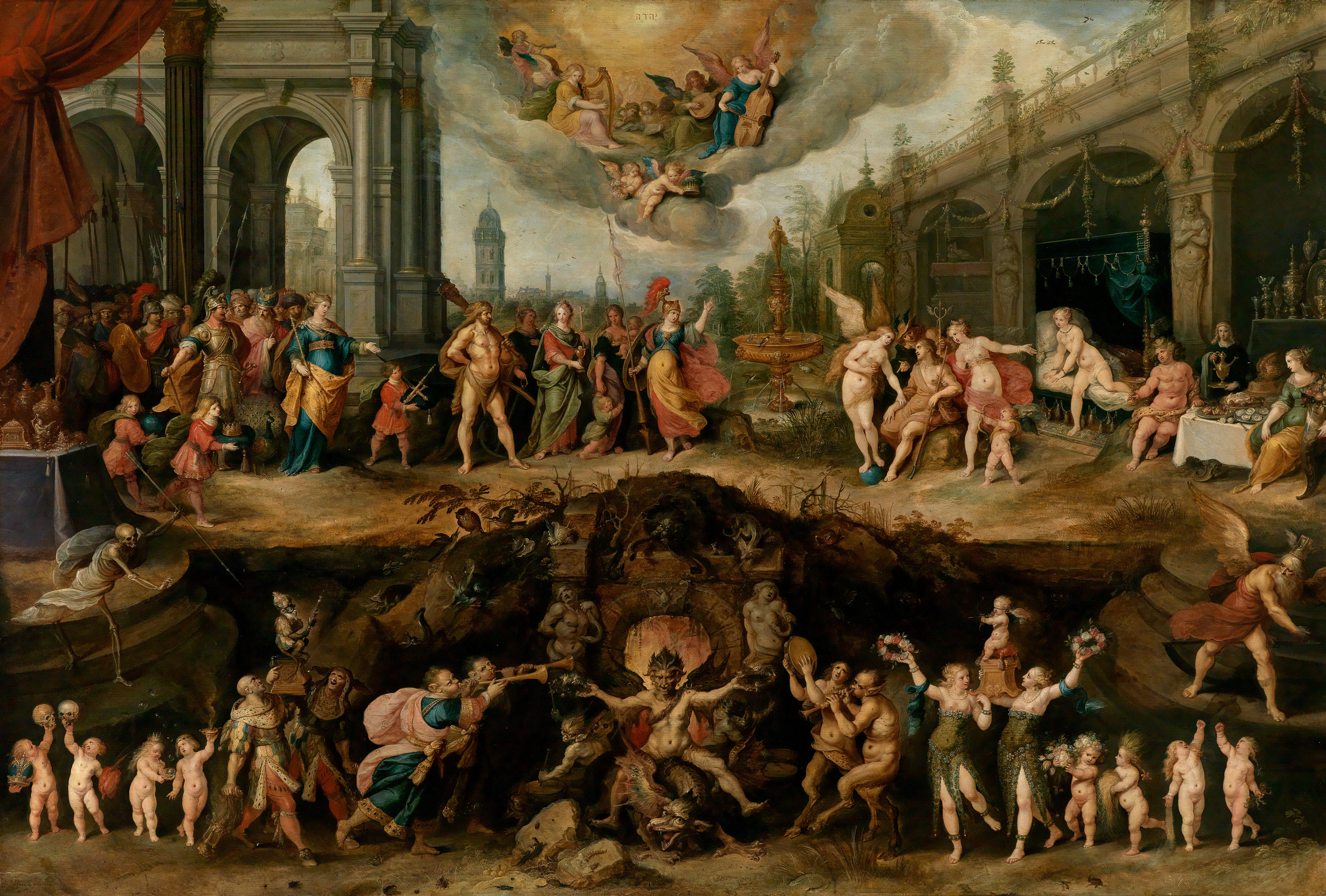
De keuze tussen deugd en ondeugd